# Катарська дипломатична криза
Катарська дипломатична криза — дипломатичний конфлікт на Близькому Сході, у ході якого з 5 червня 2017 року Саудівська Аравія, Бахрейн, Єгипет, Ємен, Об'єднані Арабські Емірати, Мальдіви, Коморські острови, Мавританія та лівійський уряд національної єдності оголосили про припинення дипломатичних відносин з Катаром. Вони звинуватили країну в підтримці різних терористичних організацій, що діють у регіоні, зокрема Аль-Каїди та Ісламської Держави, дестабілізації внутрішньої ситуації цих держав і просуванні екстремістської ідеології через ЗМІ. 23 червня вони висунули Катару ультиматум.
Йорданія, Чад, Нігер, Сенегал і Джибуті знизили рівень диппредставництв. Багато країн у регіоні, у тому числі Туреччина, Росія та Іран закликали до вирішення конфлікту шляхом мирних переговорів. Катар відкинув будь-які звинувачення у фінансуванні екстремістських груп, оголосивши згадані твердження необґрунтованим наклепом. Інформаційне агентство «Аль-Джазіра» з цієї країни стверджує, що справжньою причиною конфлікту став злам ресурсів катарського інформаційного агентства 2017 року.

## Передісторія
Криза навколо Катару є найсерйознішим конфліктом між арабськими державами Перської затоки після закінчення Холодної війни. Ці автократичні, багаті нафтою держави-члени ОПЕК історично переживали пік своїх союзних відносин тільки перед лицем спільного ворога, такого як Іран, СРСР чи Саддам Хусейн. Утім, взаємна недовіра серед них ніколи не доходила до подібного рівня.
Безпосередньою передумовою конфлікту стала конкуренція за лідерство в регіоні між Катаром та Саудівською Аравією. Будучи невеликою, але багатою державою, Катар став претендувати на виняткове місце в системі міжнародних відносин, прагнучи впливати на політичні процеси в арабських країнах. Незалежна зовнішня політика Катару стала реальною перешкодою для Саудівської Аравії, яка намагається встановити власне політичне домінування в рамках стратегії «сунітського НАТО».
Упродовж довгого часу між країнами накопичувалися суттєві розбіжності. Арабські сусіди здавна виражали нарікання на фінансову підтримку катарським керівництвом ісламістських організацій, зокрема політичної групи Брати-мусульмани, яка перебуває поза законом у Саудівській Аравії й ОАЕ. Ця організація виступає проти концепції спадкової абсолютної монархії, що становить небезпеку для арабських монархій на всьому Аравійському півострові. З глибоким занепокоєнням виступав Єгипет, у якому Братів-мусульман розглядають як «ворога номер один».
Іншим чинником невдоволення є діяльність катарського інформаційного агентства Al Jazeera, підтримання Катаром дружелюбних відносин з Іраном, підтримка ряду повстанських антиурядових угруповань у Сирії, зокрема «Аль-Каїди в Сирії», відомої як Фронт аль-Нусра. Катар залишається ключовим фінансовим покровителем ХАМАС, яка наразі контролює сектор Гази. Попри це, Катар залишається близьким американським союзником, у країні діє найбільша на Близькому Сході військова база США Ель-Удейд.

## Хід подій

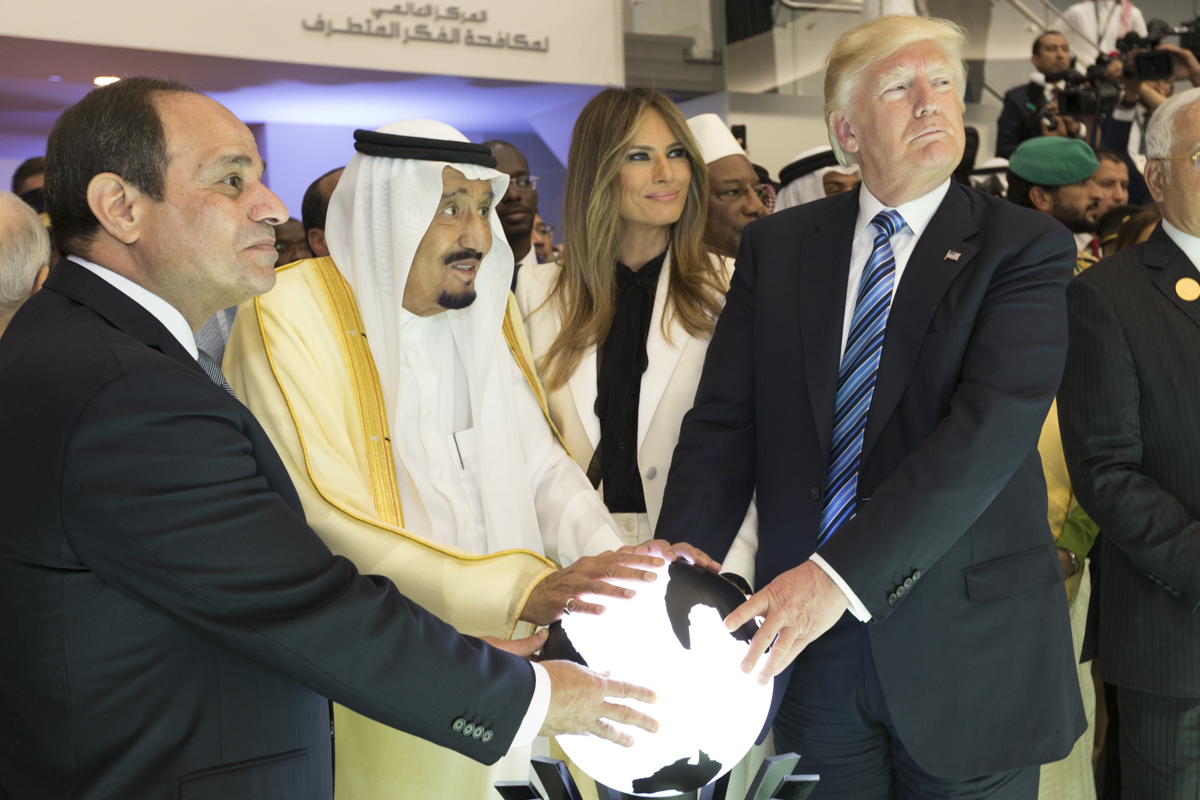
Дональд Трамп, саудівський король Салман ібн Абдул-Азіз Аль Сауд і президент Єгипту Абдель Фаттах Ас-Сісі відкрили «Глобальний центр по боротьбі з екстремістською ідеологією», 21 травня 2017 року

Точні причини дипломатичного розриву достеменно невідомі, але аналітики вважають, що це пов'язано з кількома подіями, які стались у квітні й травні 2017 року. По-перше, згідно з доповіддю Financial Times, у квітні 2017 року, уряд Катару виплатив до мільярда доларів викупу за викрадених в Іраку 26 членів королівської сім'ї, що вирушили на соколине полювання на південь Іраку й були захоплені там у полон терористами й утримувалися близько 16 місяців. 
Крім того, країні довелось виплатити кошти за звільнення 50 катарських бойовиків, захоплених джихадистами в Сирії. «Times», посилаючись на представників регіональної влади, заявляє, що понад 700 мільйонів доларів було виплачено «іранським фігурам» та регіональним шиїтським бойовикам, яких вони підтримують. Ще від 200 до 300 млн доларів були передані як викуп ісламістським групам у Сирії (від 120 до 140 млн «Тахрір аш-Шам» та 80 млн «Ахрар-аш-Шам» — групами, що мають зв'язки з Аль-Каїдою).

### Саміт в Ер-Ріяді 2017
По-друге, президент США Дональд Трамп відвідав регіон у рамках саміту держав Перської затоки й США в Ер-Ріяді, у ході якого американський лідер рішуче підтримав зусилля Саудівської Аравії стосовно боротьби з ісламськими угрупованнями екстремістів з Ірану та організацією «Брати-мусульмани». Підтримка Трампа, можливо, підбадьорила інші сунітські держави до того, щоб зайняти позицію проти Катару.

### Злам катарського агентства новин
Третя причина викликана передбачуваним зламом Катарського агентства новин, яке 23 травня опублікувало заяву від імені еміра. У ній ішлося про підтримку ХАМАС, Хезболли, Ізраїлю та нормалізації відносин з Іраном. У цьому зламі підозрювали різні групи, у тому числі тінь підозри впала на російських гакерів. МЗС країни назвало відео фальшивкою, а сам сайт агентства й акаунти у Twitter, за твердженням офіційної Дохи, було зламано гакерами. 3 червня 2017 року було зламано твіттер міністра закордонних справ Бахрейну Халід бін Ахмед Аль-Халіфа.
Однак, Саудівська Аравія, ОАЕ й Бахрейн визнали спростування непереконливими. Регіональні інформаційні агентства, зокрема Sky News Arabia та Al Arabiya, швидко поширили заяву катарського правителя як справжню. Згідно з повідомленнями МВС Катару, файл, за допомогою якого був здійснений злам, був установлений ще у квітні «з використанням високих технологій та інноваційних методів». ФБР ухвалило рішення направити групу слідчих у Доху, аби допомогти уряду Катару розслідувати цей інцидент. У ролі винуватців розглядались різні групи, у тому числі тінь підозри впала на російських гакерів. Пізніше Нью-Йорк Таймс звинуватила в гакерській атаці «фахівців» із ОАЕ, назвавши їхні дії частиною довготривалої кібервійни між Катаром та іншими країнами Перської затоки.
Ці події привели 5 червня до розриву дипломатичних взаємин Катару з вищенаведеними державами. Усі ці країни, окрім Єгипту, є членами Ради співробітництва країн Перської затоки, регіонального економічного та політичного союзу.

## Розвиток
Одні з найбільших авіаперевізників регіону, зокрема Gulf Air, EgyptAir, Emirates, FlyDubai, Air Arabia, Saudi Arabian Airlines і Etihad Airways, заявили, що з 6 червня припинять рейси в Доху. Авіаперевізник Qatar Airways у відповідь також призупинив рейси в Саудівську Аравію.
Міністерство закордонних справ Бахрейну у своїй заяві повідомило, що всі катарські дипломати в Бахрейні повинні покинути країну протягом 48 годин. Усі перераховані країни зобов'язали своїх громадян покинути Катар. Три держави Перської затоки (Саудівська Аравія, ОАЕ, Бахрейн) дали гостям з Катару два тижні на повернення додому. Катар також виключили з антиєменської військової коаліції.
Найбільш суворі дії вжила Саудівська Аравія, закривши кордон з Катаром. Оскільки товари харчової промисловості доставлялись переважно через Саудівську Аравію, блокування кордону викликало ажіотажний попит на продукти харчування. Ціни на нафту різко впали. Вантажівки з товарами застрягли на прикордонних переходах. Полички більшості продуктових крамниць швидко спорожніли, позаяк жителі Катару негайно поспішили зробити запаси через можливий дефіцит. Натомість, влада Ірану запропонувала допомогу в забезпеченні продовольством через море. За оцінками голови союзу експортерів сільськогосподарської продукції Ірану, необхідні товари, відправлені з Ірану, можуть дістатися до Катару через 12 годин.
Згодом саудівська влада зачинила місцевий офіс та відкликала ліцензію на мовлення медіа-мережі «Аль-Джазіра», а також повідомила порти та судноплавні компанії про те, що вони не прийматимуть кораблі, які належать компаніям або громадянам Катару.

## Реакція
Міністерство закордонних справ Катару заявило, що рішення держав Перської затоки про розрив відносин є «необґрунтованим і засноване на помилкових та безпідставних твердженнях. Мета зрозуміла, і вона полягає в установленні контролю над країною. Це саме по собі є порушенням нашого суверенітету як держави. Кампанія підбурювання, заснована на брехні, досягла ступеня повної вигадки».
МЗС Єгипту зазначило, що рішення щодо розриву дипломатичних відносин ухвалено у зв'язку з поширенням Катаром ідеології угруповань «Аль-Каїда» та «Ісламська держава», а також підтримкою терактів на Синаї.
Усупереч інформації, яка поширилась в ряді ЗМІ, Маврикій не розривав дипломатичні відносини з Катаром. МЗС країни підтвердило, що «у рамках своїх теплих відносин з усіма країнами Перської затоки», Маврикій сприятиме «діалогу між країнами». Хибна інформація розповсюдилась виданням Saudi Gazette, що викликало подальше поширення помилкового повідомлення в інших ЗМІ, зокрема українських.